# Бакин, Борис Владимирович
Бори́с Влади́мирович Ба́кин (28 мая [10 июня] 1913 года, Вологда, Российская империя — 30 июня 1992, Москва, Россия) — советский государственный деятель. Герой Социалистического Труда (1975), Лауреат Сталинской (2-я степень, 1951), Государственной (1969) и Ленинской (1984) премий, заслуженный строитель РСФСР. Член ЦК КПСС в 1976–1990.

## Биография
Родился в Вологде в 1913 году в семье служащего, русский. В 1929 году окончил школу 2-й ступени с электромеханическим уклоном. Трудовой путь начал в Магнитогорской конторе Всесоюзного треста «Электромонтаж» Наркомтяжпрома, на строительстве Магнитогорского металлургического комбината (с 1930 – электромонтёр, с 1933 года, сдав норматив электромонтёра 6-го разряда – старший монтёр, прораб, начальник участка). С 1936 по 1938 год служил в рядах РККА в инженерно-строительных частях на Дальнем Востоке, был комсоргом подразделения.
С 1938 года, вернувшись в Магнитогорск, работал начальником участка особого монтажного управления № 18 государственного Урало-Сибирского треста по электрификации промышленных предприятий «Уралсибэлектромонтаж» Наркомата по строительству СССР. С 1943 – исполняющий обязанности, с 1944 начальник Нижне-Тагильского монтажного управления № 21 треста по электрификации промышленных предприятий «Уралэлектромонтаж». С 1950 – начальник объединённого монтажного управления Министерства строительства предприятий тяжёлой индустрии СССР в Челябинске. Работал на возведении корпусов комбината «Маяк» в рамках атомного проекта СССР.
В 1952 году назначен начальником монтажного управления треста «Центроэлектромонтаж» Министерства строительства РСФСР в Москве. В 1959 году закончил Всесоюзный заочный энергетический институт, по специальности «электрификация промышленных предприятий», инженер-электромеханик. С 1961 года, с момента создания треста «Спецэлектромонтаж» Минмонтажспецстроя СССР, назначается его управляющим.
В 1967–1975 годах – заместитель министра (курировал строительство объектов оборонного комплекса, автозавода в Ижевске, испытательного центра ракетно-космической техники под Загорском, судостроительного комплекса по выпуску атомных подводных лодок в Североморске), с мая 1975 года и до выхода на пенсию (июнь 1989) министр монтажных и специальных строительных работ СССР.
С 1978 года министерство монтажных и специальных работ под его руководством участвовало в строительстве объектов чёрной и цветной металлургии, в том числе в установке уникальных доменных печей объёмом 5000 м3. Б. В. Бакин внёс большой личный вклад в развитие народного хозяйства и, особенно, в обеспечение обороноспособности СССР. При его непосредственном участии внедрён крупноблочный монтаж специального оборудования, способствующий выполнению космических программ СССР на космодромах Байконур и Плесецк, центров управления космическими полётами, объектов по программе «Энергия–Буран», проведено строительство завода «Атоммаш» в Волгодонске, а также осуществлено внедрение новых технологических процессов и многое другое. В 1970-1980-е годы XX века в СССР сложилась мощная отрасль монтажных и специальных строительных работ: к 1980 году в состав министерства входили 224 треста, 274 промышленных предприятия и 37 учебных заведений по подготовке кадров; общая численность работников отрасли превышала 1 млн человек.

Могила Б.В.Бакина на Новодевичьем кладбище Москвы

С июня 1989 – персональный пенсионер союзного значения. Умер в 1992 году. Похоронен на Новодевичьем кладбище (10 уч., 7 ряд).

## Награды и звания
- Герой Социалистического Труда (1975, закрытым указом[2])
- пять орденов Ленина (29.10.1949, 1961, 1966, 1975, 1983)
- орден Октябрьской Революции (19.03.1981)
- орден Трудового Красного Знамени (20.04.1956)
- два ордена «Знак Почёта» (10.04.1943, 25.07.1958)
- медали
- Заслуженный строитель РСФСР (07.06.1972)

## Премии
- Лауреат Сталинской премии за выдающиеся изобретения и коренные усовершенствования методов производственной работы (1951)
- Лауреат Ленинской премии в области науки и техники (1984)
- Лауреат Государственной премии СССР в области науки и техники (1969)